# Coördinerend minister
Een coördinerend minister is een minister die een bepaald beleidsveld coördineert dat portefeuille-overstijgend kan zijn of zich uitstrekt over meerdere departementen.
Voorbeelden van coördinerend ministers in Nederland zijn in het kabinet-Balkenende IV:
- de coördinerend minister van homobeleid (Ronald Plasterk, de minister van Onderwijs, Cultuur en Wetenschappen)
- de coördinerend minister van emancipatiebeleid (Ronald Plasterk, de minister van Onderwijs, Cultuur en Wetenschappen)
- de coördinerend minister van integratie minderheden (Eberhard van der Laan, de minister voor Wonen, Wijken en Integratie)

Tevens kent de Nederlandse ministerraad onder het kabinet Balkenende IV zogenaamde onderraden. Deze worden voorgezeten door de minister-president. Per onderraad een coördinerend minister verantwoordelijk voor de voorbereiding en inbreng van de stukken. In samenhang met de zes pijlers waar het coalitieakkoord van het kabinet Balkenende IV op rust, zijn er de volgende onderraden (met bijbehorende coördinerend ministers):
- Raad voor Internationale en Europese Zaken: Minister van Buitenlandse Zaken
- Raad voor Economie, Kennis en Innovatie: Minister van Economische Zaken
- Raad voor Duurzame Leefomgeving: Minister van VROM
- Raad voor Sociale Samenhang: Minister van Sociale Zaken en Werkgelegenheid en de minister voor Wonen, Wijken en Integratie
- Raad voor Veiligheid en Rechtsorde: Minister van Justitie en minister van Binnenlandse Zaken
- Raad voor Bestuur, Overheid en Publieke Dienstverlening: Minister van Binnenlandse Zaken